# Marlène Jobert

Actriţa Marlène Jobert (1967)

Marlène Jobert  (n. 4 noiembrie 1940, Alger, Algeria franceză, Franța)  este o actriță de film și de televiziune și scriitoare franceză. 
De la primele ei apariții pe ecran, părul ei roșu scurt și pistruii de pe față sunt semnele sale de seamă. Personajul pe care îl interpretează este adesea cel al unei femei cu o înfățișare fragilă și temătoare, care, în comparație cu partenerii masculini dinamici și deosebit de virili, se dedă acțiunilor de curaj neașteptat.
A câștigat un David special pentru filmele Un trecător în ploaie  (1970) și Ultimul domiciliu cunoscut (1970).

## Filmografie
- 1966 Masculin feminin (Masculin féminin), regia Jean-Luc Godard : Elisabeth
- 1966 Martin soldat (Martin Soldat), regia Michel Deville
- 1967 Alexandru cel fericit (Alexandre le bienheureux), regia Yves Robert : Agathe Bordeaux
- 1967 Hoțul (Le Voleur), regia Louis Malle : Broussaille
- 1968 Operațiunea Leontine (Faut pas prendre les enfants du bon Dieu pour des canards sauvages), regia Michel Audiard : Rita
- 1968 Astragalul (L'Astragale), regia Guy Casaril : Anne
- 1970 Ultimul domiciliu cunoscut (Dernier domicile connu), regia José Giovanni : Jeanne Dumas, noua asistentă a inspectorului
- 1970 Un trecător în ploaie (Le Passager de la pluie), regia René Clément : Mélancolie Mau
- 1971 Les Doigts croisés (To Catch a Spy), regia Dick Clement : Fabienne
- 1971 Mirii anului II  (Les Mariés de l'an II), regia Jean-Paul Rappeneau : Charlotte Philibert
- 1971 Fuga e sănătoasă (La Poudre d'escampette), regia Philippe de Broca : Lorène
- 1971 Minunea de zece zile (La Décade prodigieuse), regia Claude Chabrol : Hélène van Horn
- 1972 Nu vom îmbătrâni împreună (Nous ne vieillirons pas ensemble), regia Maurice Pialat : Catherine
- 1973 Juliette și Juliette (Juliette et Juliette), regia Remo Forlani : Juliette Rosenec
- 1974 Pas si méchant que ça, regia Claude Goretta : Nelly
- 1974 Secretul (Le Secret), regia Robert Enrico : Julia Vandal
- 1975 Nebună de legat]] (Folle à tuer), regia Yves Boisset : Julie Bellanger
- 1976 Cel bun și cei răi (Le bon et les méchants), regia Claude Lelouch
- 1976 Nu-i chiar așa rău (Le Bon et les Méchants), regia Claude Lelouch : Lola
- 1977 Julie lipicioasa (Julie pot de colle), regia Philippe de Broca : Julie Chardon
- 1977 L'Imprécateur, regia Jean-Louis Bertuccelli : Mme Arangrude
- 1978 Va voir maman, papa travaille, regia François Leterrier : Agnès Lucas
- 1979 Un jouet dangereux (Il Giocattolo), regia Giuliano Montaldo : Ada Barletta
- 1979 Grandison, regia Achim Kurz  : Rose Grandison
- 1979 Războiul polițiștilor (La Guerre des polices), regia Robin Davis : Marie Garcin
- 1981 O afacere murdară (Une sale affaire), regia Alain Bonnot : Hélène
- 1981 Dragoste nebună (L'Amour nu), regia Yannick Bellon : Claire
- 1983 Effraction, regia Daniel Duval : Kristine
- 1984 Cavalerii furtunii (Les Cavaliers de l'orage), regia Gérard Vergez : Marie Castaing
- 1984 Amintiri, amintiri (Souvenirs, Souvenirs), regia Ariel Zeitoun : Nadia
- 1989 Berzele fac ce vor ele (Les cigognes n'en font qu'à leur tête), regia Didier Kaminka : Marie Dornec

## Premii
- David di Donatello
  - 1970 – David special pentru Un trecător în ploaie și Ultimul domiciliu cunoscut

- Premiul César
  - 2007 – Premiul César onorific